# Divinities: Twelve Dances with God
Divinities: Twelve Dances with God (1995) je druhé sólové album Iana Andersona vedoucího skupiny
Jethro Tull. Všech 12 skladeb jsou skladby instrumentální.

## Seznam stop
1. In a Stone Circle – 3:25
2. In Sight of the Minaret – 3:54
3. In a Black Box – 3:24
4. In the Grip Of Stronger Stuff – 2:48
5. In Maternal Grace – 3:21
6. In The Moneylender's Temple – 3:19
7. In Defence of Faiths – 3:11
8. At Their Father's Knee – 5:43
9. En Afrique – 2:54
10. In The Olive Garden – 2:50
11. In the Pay of Spain – 4:05
12. In the Times of India (Bombay Valentine) – 8:09

## Obsazení
- Ian Anderson - flétny
- Andrew Giddings - klávesy
- Doane Perry - laděné a neladěné perkusní nástroje
- Douglas Mitchell - klarinet
- Christopher Cowrie - hoboj
- Jonathon Carrey - housle
- Nina Gresin - cello
- Randy Wigs - harfa
- Sid Gander - lesní roh
- Den Redding - trumpeta